# Сан-Гонсалу-ду-Пиауи

Сан-Гонсалу-ду-Пиауи на карте штата.

Сан-Гонсалу-ду-Пиауи (порт. São Gonçalo do Piauí) — муниципалитет в Бразилии, входит в штат Пиауи. Составная часть мезорегиона Северо-центральная часть штата Пиауи. Входит в экономико-статистический микрорегион Медиу-Парнаиба-Пиауиенси. Население составляет 4754 человека на 2010 год. Занимает площадь 150,215 км². Плотность населения — 31,65 чел./км².

## Демография
Согласно сведениям, собранным в ходе переписи 2010 г. Национальным институтом географии и статистики (IBGE), население муниципалитета составляет:
| Полное население                               | Полное население                               | Полное население                               | Полное население                               | 4754  |
| ---------------------------------------------- | ---------------------------------------------- | ---------------------------------------------- | ---------------------------------------------- | ----- |
| в том числе:                                   | Городское население                            | 3308                                           | Процент городского населения, %                | 69,58 |
|                                                | Сельское население                             | 1446                                           | Процент сельского населения, %                 | 30,42 |
|                                                | Мужское население                              | 2353                                           | Процент мужского населения, %                  | 49,50 |
|                                                | Женское население                              | 2401                                           | Процент женского населения, %                  | 50,50 |
| Плотность населения, чел/км²                   | Плотность населения, чел/км²                   | Плотность населения, чел/км²                   | Плотность населения, чел/км²                   | 31,65 |
| Население муниципалитета в % к населению штата | Население муниципалитета в % к населению штата | Население муниципалитета в % к населению штата | Население муниципалитета в % к населению штата | 0,15  |

По данным оценки 2016 года, население муниципалитета составляет 4903 жителя.

## История
Город основан в 1963 году.

## Статистика
- Валовой внутренний продукт на 2003 год составляет 6 854 386,00 реалов (данные: Бразильский институт географии и статистики).
- Валовой внутренний продукт на душу населения на 2003 год составляет 1516,46 реалов (данные: Бразильский институт географии и статистики).
- Индекс развития человеческого потенциала на 2000 год составляет 0,643 (данные: Программа развития ООН).

## География
Климат местности: тропический